# Noemi Rüegg

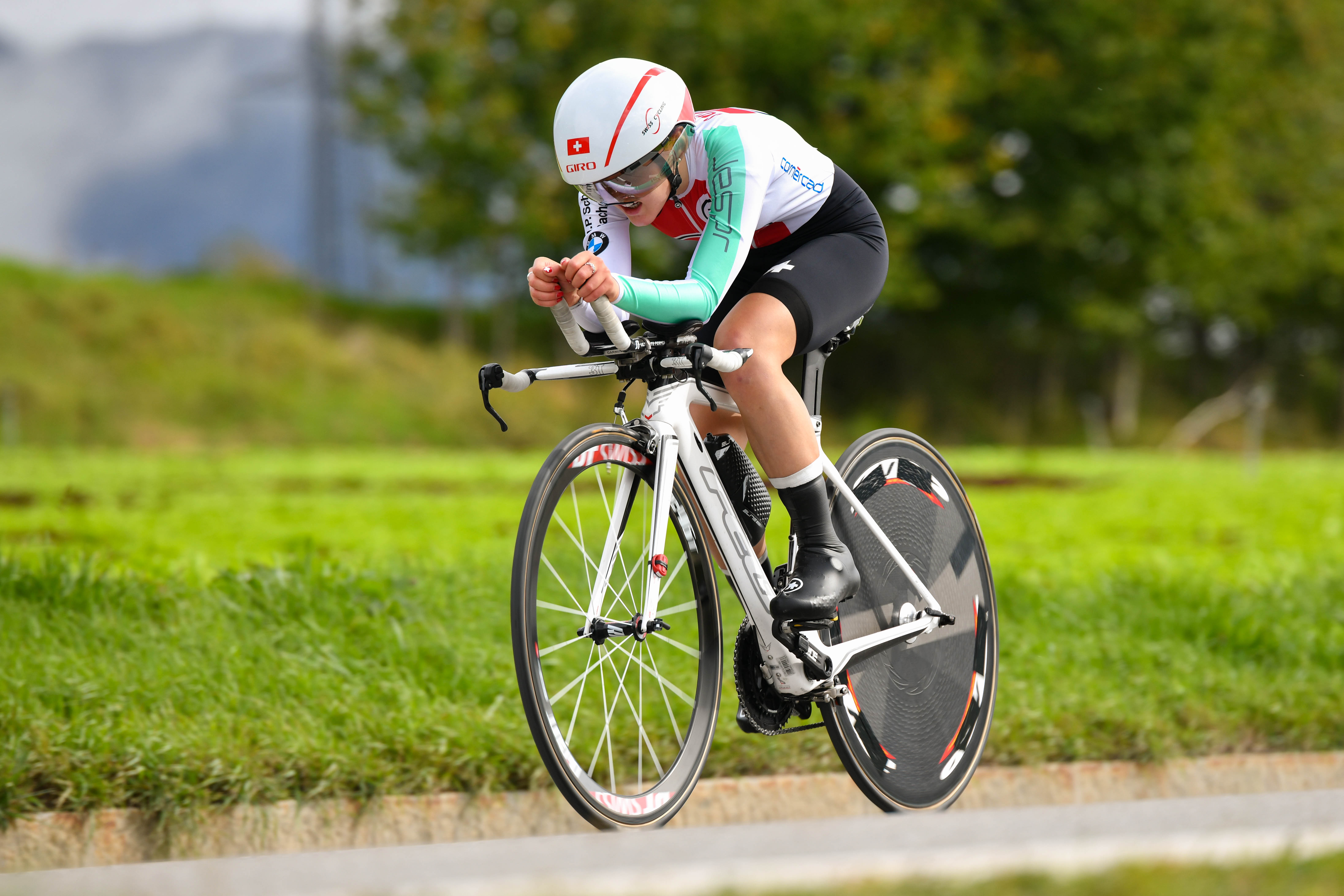
Rüegg bei der WM 2018 im Einzelzeitfahren der Juniorinnen

Noemi Rüegg (* 19. April 2001 in Schöfflisdorf) ist eine Schweizer Radsportlerin, die Querfeldeinrennen und Rennen auf der Strasse bestreitet.

## Sportlicher Werdegang
Noemi Rüegg entstammt einer radsportverrückten Familie; auch ihr fünf Jahre älterer Bruder Timon ist als Radsportler aktiv. Sie begann ihre Radsportaktivitäten mit Querfeldeinrennen. 2015, 2016 und 2017 gewann sie zahlreiche Rennen für Anfänger in dieser Disziplin. 2017 entschied sie zudem die Gesamtwertung der EKZ CrossTour für sich. Sowohl 2018 wie auch 2019 wurde sie Schweizer Junioren-Meisterin im Querfeldeinrennen, im Strassenrennen und im Einzelzeitfahren. Bei den Strassenweltmeisterschaften 2019 belegte sie im Strassenrennen der Juniorinnen Rang sechs.
2020 erhielt Rüegg einen Vertrag beim Team Cogeas-Mettler. Im selben Jahr wurde sie für den Start im Strassenrennen der Elite-Frauen bei den Strassen-Weltmeisterschaften im Imola nominiert und belegte Platz 87. 2021 gewann sie die Nachwuchswertung der Setmana Ciclista Valenciana. Im Jahr darauf sowie 2023 wurde sie nationale U23-Meisterin im Zeitfahren. Anfang 2024 erzielte sie bei der Trofeo Felanitx-Colònia de Sant Jordi ihren ersten Einzelsieg bei einem internationalen UCI-Rennen. Sie gehörte zum schweizerischen Aufgebot bei den Olympischen Spielen 2024 und belegte im Straßenrennen den siebten Platz. Im Januar 2025 gewann sie mit der Tour Down Under ein Rennen der WorldTour.

## Erfolge

### Strasse
2018
- Schweizer Junioren-Meisterin – Einzelzeitfahren, Strassenrennen

2019
- Schweizer Junioren-Meisterin – Einzelzeitfahren, Strassenrennen

2021
- Nachwuchswertung Setmana Ciclista Valenciana

2022
- Schweizer U23-Meisterin – Einzelzeitfahren

2023
- eine Etappe La Vuelta Femenina (Mannschaftszeitfahren)
- Nachwuchs- und Bergwertung Tour de la Semois
- Schweizer U23-Meisterin – Einzelzeitfahren

2024
- Trofeo Felanitx-Colònia de Sant Jordi
- Schweizer Meisterin – Straßenrennen

2025
- Gesamtwertung, eine Etappe und Punktewertung Tour Down Under

### Querfeldein
2018
- Schweizer Junioren-Meisterin

2019
- Schweizer Junioren-Meisterin